# Stuttgart Neural Network Simulator
Stuttgart Neural Network Simulator (Abkürzung: SNNS) ist ein Softwarepaket für künstliche neuronale Netze das zunächst an der Universität Stuttgart entwickelt wurde und danach an der Universität Tübingen gepflegt wurde. Mittlerweile ist das Projekt veraltet und wird nicht weiter gepflegt. Das Projekt wurde 1991 mit dem Deutschen Hochschulpreis für Lehrsoftware im Fach Informatik ausgezeichnet.

## Aufbau
Der Kern ist in der Programmiersprache C geschrieben. Die von ihm zur Verfügung gestellten Funktionen werden von zahlreichen Werkzeugen für die Kommandozeile, einer grafischen Benutzeroberfläche für das X11-Fenstersystem und einer alternativen Bedienoberfläche unter Java namens JNNS verwendet.
Das Softwarepaket lässt sich ohne größere Anpassungen unter UNIX-artigen Betriebssystemen verwenden und implementiert eine Vielzahl verschiedener Algorithmen. Die Benutzung unter Microsoft Windows ist durch Cygwin möglich.

## Status
SNNS stand ursprünglich unter einer Lizenz die zwar Zugang zum Quellcode erlaubt, aber nicht frei ist. Veränderte Versionen waren nur in Form von Patches zugänglich, da eine aktive Pflege oder Weiterentwicklung seitens der Rechteinhaber über mehrere Jahre nicht stattfand.
Seit Mitte 2008 (Version 4.3) steht SNNS unter der GNU LGPL.
SNNS ist trotz seines Alters wegen der Offenheit des Quelltextes, des großen Funktionsumfangs und weil es kostenlos ist, ein interessanter Einstieg in das Thema künstliche neuronale Netze.

## Ergänzungen
Es existieren Patches zu folgenden Zwecken:
- Behebung der bekannten Kompilierprobleme und Abstürze
- Zugriffsmöglichkeit aus Python auf den SNNS-Kern
- Einbindung von Python-Funktionen in neuronale Netze

Die Patches sind in die offizielle Version 4.3 integriert worden.